# Stazione di Termoli
La stazione di Termoli è situata lungo la ferrovia Adriatica al km 439+437 (dalla Stazione di Bologna Centrale) ed è capolinea della linea per Campobasso.

## Storia
La stazione è stata inaugurata il 10 novembre 1863.

## Strutture e impianti
La stazione è composta da due fabbricati viaggiatori: il primo è quello originario, mentre il secondo, di più recente realizzazione, è stato costruito negli anni ottanta.
Il primo fabbricato presenta tre corpi di cui uno, quello centrale, è composto da tre livelli, mentre i due laterali sono disposti su un unico piano. Esistono altri fabbricati adibiti a magazzino a lato di quello principale.
Il secondo, realizzato in età recente, presenta delle linee architettoniche evidentemente più moderne del primo, in netto contrasto con quest'ultimo e con gli edifici vicini; è stato costruito in cemento armato ed è caratterizzato da vetrate distribuite sui lati.
All'interno dei fabbricati passeggeri sono presenti i servizi per i viaggiatori quali biglietteria a sportello, biglietteria self-service, sala d'attesa, ascensori, servizi igienici, bar, edicola, farmacia e sede della Polfer.
La stazione è servita da cinque binari per il traffico viaggiatori e tre banchine comunicanti tra loro attraverso un sottopassaggio pedonale, che collega viale Trieste e piazza Garibaldi.
Nel 2010 è stato attuato un intervento di ristrutturazione che ha coinvolto le facciate, alcune pensiline e ha visto la riallocazione di alcuni spazi.

## Movimento
La stazione è servita da collegamenti a lunga percorrenza operati da Trenitalia e da treni regionali operati anch'essi da Trenitalia nell'ambito del contratto di servizio stipulato con la Regione Molise. Si attestano anche alcune corse di treni regionali, verso Pescara, svolte in convenzione dalla società Trasporto Unico Abruzzese.
Dal 9 dicembre 2016 al  9 agosto 2020 il servizio sulla Campobasso-Termoli è stato sospeso e sostituito con autocorse.

## Servizi
La stazione, classificata da RFI nella categoria gold, dispone di:
- Biglietteria a sportello
- Biglietteria self-service
- Sala d'attesa
- Servizi igienici
- Posto di Polizia ferroviaria
- Bar

## Interscambi
Nell'antistante piazza Garibaldi si trova l'autostazione di interscambio del trasporto urbano.
- Fermata autobus
- Stazione taxi